# Helen Aberson-Mayer
Helen Aberson-Mayer (Syracuse, 16 de junho de 1907 - Nova York, 3 de abril de 1999) foi uma autora de livros infantis americanos. 
Aberson-Mayer era mais conhecido por coautora da história que inspirou o filme Dumbo, da Walt Disney Company, em 1941. Em colaboração com seu então marido, Harold Pearl, Aberson-Mayer escreveu Dumbo, o Elefante Voador, e o vendeu para a Roll-A-Book, embora nenhuma cópia desta versão original tenha sido encontrada. A história foi posteriormente publicada como um livro infantil. 
Aberson-Mayer também pode ter escrito várias outras histórias infantis, mas nunca foram publicadas.

## Biografia
Aberson-Mayer nasceu em 16 de junho de 1907 em Syracuse, Nova York. Seus pais eram Anna e Morris Aberson. Seus pais eram imigrantes russos-judeus.
Aberson-Mayer se formou na Universidade de Syracuse em 1929. Após a formatura, ela trabalhou na cidade de Nova York, trabalhando socialmente. Ela voltou a Syracuse em 1933 para dirigir atividades dramáticas em um acampamento infantil e assumiu o cargo de diretora de atividades dramáticas em um departamento municipal de recreação. Em agosto de 1937, Aberson-Mayer começou a trabalhar como comentarista de rádio. 
Segundo sua família, Aberson-Mayer pode ter escrito mais livros infantis na década de 1960, mas nenhum deles foi publicado. Sua sobrinha lembrou dois de seus títulos: Sim, the Seal, e Otto, The Otter.
Aberson-Mayer morreu em 3 de abril de 1999.

## Dumbo, o elefante voador
Aberson-Mayor conheceu Harold Pearl em outubro de 1937, e eles se casaram em 14 de fevereiro de 1938. Eles co-escreveram a história de Dumbo e a venderam para a Roll-a-Book em 1939. Nenhuma cópia da versão em rolo foi encontrada, embora as provas da história e os exemplos de versões anteriores da mídia indiquem que ela pode ter existido. 
Everett Whitmyre, o agente de publicidade de Syracuse por trás do Roll-a-Book, vendeu a história para a Walt Disney Productions em 1939. A história foi complementada com ilustrações de Helen Durney. A Aberson-Mayor pode ter ganho cerca de US$ 1 000, alguns royalties e direitos de crédito pela venda. Uma série de versões do Disney Golden Book da história começou a ser publicada em 1940.